# New York Film Critics Circle Awards 1953
La 19ª edizione della cerimonia dei New York Film Critics Circle Awards, annunciata il 28 dicembre 1953, si è tenuta il 23 gennaio 1954 ed ha premiato i migliori film usciti nel corso del 1953.

## Vincitori

### Miglior film
- Da qui all'eternità (From Here to Eternity), regia di Fred Zinnemann

### Miglior regista
- Fred Zinnemann - Da qui all'eternità (From Here to Eternity)

### Miglior attore protagonista
- Burt Lancaster - Da qui all'eternità (From Here to Eternity)

### Miglior attrice protagonista
- Audrey Hepburn - Vacanze romane (Roman Holiday)

### Miglior film in lingua straniera
- Giustizia è fatta (Justice est faite), regia di André Cayatte • Francia